# Zalîvne, Nîjnohirskîi
Zalîvne (în ucraineană Заливне) este un sat în comuna Cikalove din raionul Nîjnohirskîi, Republica Autonomă Crimeea, Ucraina.

## Demografie
Componența lingvistică a localității Zalîvne
     Tătară crimeeană (57,84%)
     Rusă (42,16%)
Conform recensământului din 2001, majoritatea populației localității Zalîvne era vorbitoare de tătară crimeeană (57,84%), existând în minoritate și vorbitori de rusă (42,16%).